# أصل الكون في الأديان
أصل الكون في الأديان هو تفسير لأصل الكون وتطوره ومصيره النهائي من منظور ديني. قد يشمل ذلك أسطورة الخلق ، والتطور اللاحق، والشكل والطبيعة التنظيمية الحالية، و المصير النهائي للكون.
هناك تقاليد مختلفة في الدين أو الأساطير الدينية تؤكد على كيف ولماذا كل شيء على ما هو عليه. تصف المعتقدات الدينية الكون مع الطقوس العاطفية والسردية والأساطير العقائدية والأخلاقية والاجتماعية والمادية. ويمكن أن تشمل الأساطير الدينية وصفا لعملية الخلق من قبل الخالق أو من الآلهة، وتفسيرا لتحول الفوضى إلى النظام.
يختلف علم الكونيات الديني عن العلوم البحتة مثل علم الكونيات وعلم الفلك ومجالات مماثلة، و تختلف في تصوراتها عن العالم المادي ومكاننا في الكون، ونشأة الكون، والتوقعات أو التنبؤات حول مستقبل البشر.
يعد نطاق علم الكونيات الديني أكثر شمولية من علم الكونيات العلمي البحت (علم الكونيات الفيزيائي ) في أن علم الكونيات الديني لا يقتصر على الملاحظة التجريبية، واختبار الفرضيات، واقتراحات النظريات ؛ على سبيل المثال، قد يفسر علم الكونيات الديني سبب كل شيء كما ويصف ما يجب أن يفعله البشر.
تشمل الاختلافات في علم الكونيات الدينية تلك التي من أصل هندي، مثل البوذية والهندوسية والجاينية . والمعتقدات الدينية للصين ؛ ومعتقدات الديانات الإبراهيمية مثل اليهودية والمسيحية والإسلام .
تطورت بعض الافكار الدينية لتتحول إلى الأنظمة الميتافيزيقية ، مثل الأفلاطونية ، الأفلاطونية الحديثة ، الغنوصية ، الطاوية ، الكابالا ، أو سلسلة الوجود العظمى .

## الديانات الإبراهيمية

### اليهودية والمسيحية
كان الكون لدى بني إسرائيل القدماء مكون من أرض مسطحة على شكل قرص تطفو على الماء، السماء من فوق، العالم السفلي أدناه. سكن البشر الأرض أثناء حياتهم والعالم السفلي بعد الموت، وكان العالم السفلي محايدًا أخلاقيا ؛ فقط في العصر الهلنستي (بعد حوالي 330 ق.م) ، بدأ اليهود في تبني الفكرة اليونانية بأنها ستكون مكانًا للعقاب على الأفعال السيئة، وأن المستقيمين سوف يتمتعون في الآخرة في السماء. في هذه الفترة أيضًا تم استبدال علم الكونيات الثلاثي الأقدم على نطاق واسع بالمفهوم اليوناني للأرض الكروية المعلقة في الفضاء في مركز عدد من السماوات متحدة المركز .

#### الله خلق المادة
الاعتقاد بأن الله خلق المادة هو العقيدة المقبولة لمعظم الطوائف اليهودية والمسيحية. تعتقد معظم الطوائف المسيحية واليهودية أن إله واحد غير مخلوق كان مسؤولاً عن خلق الكون.

### الإسلام

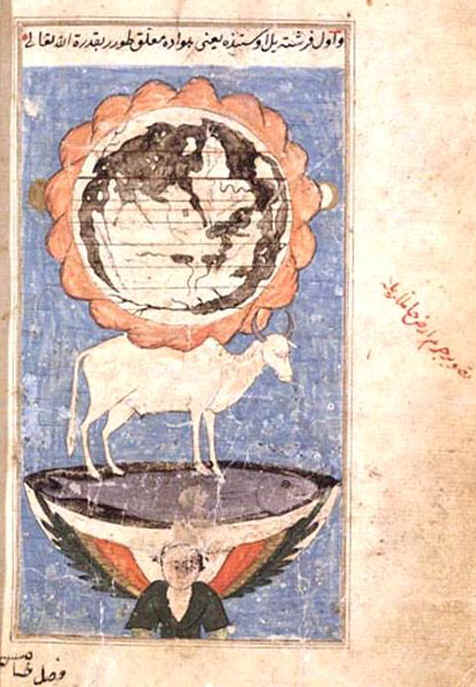
علم الكونيات حسب زكريا القزويني. تعتبر الأرض مسطحة وتحيط بها سلسلة من الجبال - بما في ذلك جبل قاف. ويحمل الأرض ثور يقف على مسكن الباهوت في محيط كوني. المحيط داخل وعاء يستند على رأس ملاك أو جن.

في الإسلام، الله خلق السموات والأرض في ستة أيام. ويذكر القران أن أصل السموات والأرض كانتا شيئا واحدا ففصلهما الله، كما جاء في سورة الأنبياء «أوَلَمْ يَرَ الَّذِينَ كَفَرُوا أَنَّ السَّمَاوَاتِ وَالأرْضَ كَانَتَا رَتْقًا فَفَتَقْنَاهُمَا وَجَعَلْنَا مِنَ الْمَاءِ كُلَّ شَيْءٍ حَيٍّ أَفَلا يُؤْمِنُونَ» 21-30 والرتق بمعنى الاجتماع والفتق بمعنى الانفصال، كما أن الهدف الاسمى هو العبادة و الارتقاء الروحي لتحقيق الحرية الحقيقية في الرحلة الروحية إلى الله. 

## الأديان الهندية

### البوذية
في البوذية ، مثل الديانات الهندية الأخرى، لا توجد بداية نهائية ولا نهاية نهائية للكون. هي تعتبر الكون أبديًا، وتعتقد أنه لا يوجد إله خالق.   و تنظر البوذية إلى الكون على أنه غير مستقر و في حالة تغير دائم و مستمر. 

### في الهندوسية
يعتبر علم الفلك الهندوسي، مثل علم الكونيات البوذي والجاينية، ان الكون ابدي.   مع جذورها القديمة، تقترح النصوص الهندوسية وتناقش العديد من النظريات الكونية. تقبل الثقافة الهندوسية هذا التنوع في الأفكار الكونية وتفتقر إلى وجهة نظر إلزامية واحدة حتى في أقدم كتابها الفيدى المعروف، ريجفيدا . 
تشمل النظريات البديلة كونًا تم إنشاؤه وتدميره بشكل دوري من قبل الله، أو إلهة، أو عدم خالق اصلا، أو العديد من الأكوان التي تم إنشاؤها ذاتيًا بأطوال هائلة ومقاييس زمنية.  

### الجاينية
يعتبر علم الفلك الجايني أن الكون، كيان غير مخلوق، موجود منذ اللانهاية، ليس له بداية أو نهاية.  تصف نصوص جاين شكل الكون على أنه مشابه لرجل يقف وساقيه متباعدتين وذراعه مستلقية على خصره. هذا الكون، وفقا للجاينية، ضيق في الأعلى، واسع في الوسط ويصبح مرة أخرى واسعًا في الأسفل. 

## الاديان الصينية
في الاساطير الصينية تروي أسطورة بانغو فوضى لا شكل لها اندمجت في بيضة كونية . ظهر بانغو (أو استيقظ) ، وخلق الأرض والسماء و لإبقائها منفصلة، وقف بانغو بينها ودفع السماء لأعلى. بعد وفاة بانغو، أصبح كل شيء كما هو.
- البهائي
- <i id="mwARo">يورانشيا</i>
- الفلكية
- والآلهة
- الكون
- الكون